# Diane Steverlynck
Diane Steverlynck (1976) is een Belgische (textiel)ontwerper uit Brussel.

## Studie & loopbaan
Steverlynck startte met de opleiding Lithografie, druktechnieken in RhoK, de Academie Beeldende en Audiovisuele Kunsten in Brussel (1994-1997). Daarnaast behaalde ze een pedagogisch diploma aan de Arts Haute École Galilée in Brussel (1994-1997). Vervolgens studeerde ze ook voor een academische bachelor en master in textiel design aan de École Nationale des arts Visuels de la Cambre in Brussel (1997-2000; 2000-2002).
Na haar studies in 2003 startte ze als freelance ontwerper. Dat zelfde jaar richtte ze Atelier A1 op in samenwerking met ontwerpers Marina Bautier, Nathalie Dewez, Sylvain Willenz, Elric Petit (Big Game) en Benoît Deneufbourg. Ze deelden een werkruimte, organiseerde workshops, tentoonstellingen en evenementen (2003-2010). Sinds 2006 doceert ze aan de afstudeerrichting textielontwerp van de Koninklijke Academie voor Schone Kunsten (KASK), School of Arts in Gent. Steverlynck realiseert zowel eigen ontwerpen als ontwerpen in samenwerking. Zo werkte ze samen met Limited Edition, Ligne Roset, Objekten, Superette en Trico. In 2014 stichtte ze het label ‘Laend’ op samen met de ontwerpstudio Chevalier-Masson. 

## Werkwijze & inspiratie
Steverlynck koppelt textiel aan specifiek gebruik in een alledaagse omgeving/context. Ze interesseert en verdiept zich in het gebruik van en de mogelijkheid aan toepassingen van textiel en hoe deze voor een impact of andere beleving kunnen zorgen. Ze kijkt vooral naar de vorm, de structuur en het vervaardigingsproces van het materiaal. Zo gebruikt ze bestaande textielproducten zoals bollen wol en transformeert ze deze tot een nieuw tapijt (Dots, 2006).

## Werk (selectie)
- 2008: ‘Double’ (eerst uitgegeven door Ligne Roset en zelf uitgegeven sinds 2012)
- 2008: ‘Tight stool’ (eerst uitgegeven door Trico (Japan) en zelf uitgegeven sinds 2017)
- 2011: ‘Outlines’, tentoonstelling i.s.m. grafisch ontwerper Maud Vande Veire
- 2016: 'Resonance Rugs’
- 2001-2021: ‘Cardboard Covering’

## Tentoonstellingen (selectie)
2003   
- Prix du jeune design Belge, Usagexterne, Bruxelles
- Gluren bij de buren, organised by VIZO and WCC

2004:   
- Stylique/Design, Parlement de la Communauté Française, Bruxelles
- 4e Biennale Internationale du Design, St-Etienne, FR

2005:   
- Salon International du design d’intérieur de Montréal (SI-DIM), CA
- Inside Design Amsterdam, NL - Design in Belgium after 2000, Grand-Hornu, BE

2006:   
- Tutto Bene, Salone Internationale del Mobile, Milan
- High tech, low tech, design tussen traditie en innovatie, Textielmuseum, Tilburg, NL

2008:   
- Fragile, Hoet Bekaert Gallery, Gent, BE
- Salone Satellite 2008, Milan, IT

2009:  
- Dialogic Park I, exposition transdisciplinaire d’architectes, artistes, designers et graphistes, betonsalon, Paris, FR
- Galleria Bonaparte - group exhibition, Salone del Mobile, Milan, IT

2010:   
- Gallery Valerie Traan, opening show, Antwerp, BE
- Belgium is design, Design Triennial, Grand - Hornu, BE
- Le Fabuleux destin du quotidien, Mac’s & CID, BE

2011:   
- Rope Drawings, Diane Steverlynck & workmates in galerie Valerie Traan in Antwerpen, BE

2012:   
- BIO 23rd biennial of design, MAO in Ljubljana, SLO
- Intersections #2, Atomium, MAD, Bruxelles, BE

2014:   
- Belgium is Design, Milan, IT

2016:   
- MAD about Living, kiln, GE

2017:   
- Rechts / Averechts, Textiel tussen kunst & design, Design Museum Gent, BE
- Belgitude, Pallazo Litta, MAD Brussels, WBDM, Flanders DC, Milano, IT

2018:   
- Limits to growth, CID, Grand-Hornu, BE
- Ultramarine, Textile installation, Les Printemps de septembre, Toulouse, FR

2019:  
- At the front space, Wood screw and Frills, Valérie Traan Gallery, BE

2021:  
- Textilités, organised bij BeCraft, Mons, BE
- Ultramarine, Textile installation, Kunsten festival Watou, BE

## Publicaties
Werk van Steverlynck werd reeds gepubliceerd in Icon, L’Officiel Design, Form, Casa da Abitare, Elle-wonen, Elle Deco, View on colour, Déco Idées, DAMn, De Standaard, I.D. magazine etc.
- Adriaenssens, W., Thomas, M. S., Huygens, F., Museum Boijmans Van Beuningen (Rotterdam, N. & Design Museum Gent. (2015). Design Derby: Netherlands, Belgium, 1815-2015. Museum Boijmans van Beuningen.
- Houseley, L. (2009). The Independent Design Guide (Illustrated). Thames & Hudson.
- Coirier, L. & Foulon, F. (2011). Belgium is Design Design for Mankind: Design for Mankind (1ste editie). Stichting Kunstboek BVBA.
- Foulon, F., Busine, L., Wenes, V., Bouchez, H., Gielen, D., Musée des arts contemporains (Hornu, B. & Grand-Hornu (Firm). (2010). Le fabuleux destin du quotidien (1ste editie). MAC’s.
- Schmidt, P. & Stattmann, N. (2012). Unfolded: Paper in Design, Art, Architecture and Industry (1ste editie). Birkhäuser.
- Klanten, R. & Kupetz, A. (2009). Once Upon a Chair: Furniture Beyond the Icon (1ste editie). Die Keure.
- J.-M. (2008). La poubelle et l’architecte. Actes Sud.
- Russeler, S. & Luiken, A. (2006). High tech low tech: design tussen traditie en innovatie.
- Coirier, L. & Valcke, J. (2006). Label-design Be: Design in Belgium After 2000 (1ste editie). Stichting Kunstboek BVBA.

## Nominaties & prijzen
- 2005 - genomineerd voor de Talente-Preis für Gestaltung|Talente-Preis für Gestaltung, München (DE)
- 2010 - Young talent Henry Van de Velde award